# Jarabacoa
Jarabacoa – miasto i gmina na Dominikanie, położone w północnej części prowincji La Vega.

## Opis
Miasto założone 27 sierpnia 1858 roku, obecnie zajmuje powierzchnię 665,88 km² i liczy 26 996 mieszkańców 1 grudnia 2010.